# Willebroek

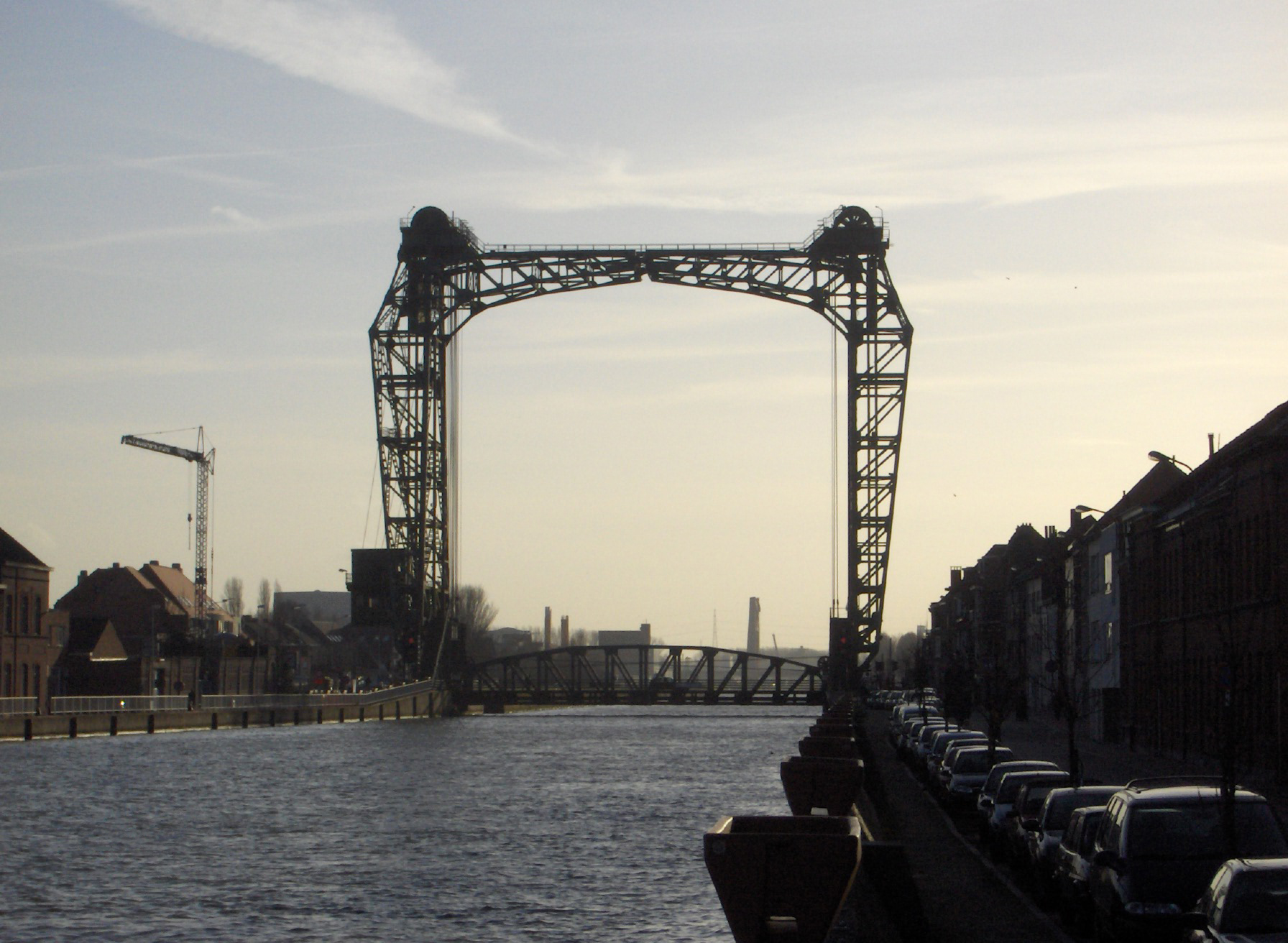
Brücke in Willebroek

Willebroek ist eine belgische Gemeinde im Bezirk Mechelen der Provinz Antwerpen. Sie besteht aus den Ortsteilen Blaasveld, Heindonk, Tisselt und Willebroek. Durch den Bau der Autobahn A 12 wurde ein Teil des Ortes Breendonk mit dem Fort Breendonk vom Gemeindegebiet abgetrennt und deshalb nach Willebroek eingegliedert. Fort Breendonk ist seit 1947 eine Nationale Gedenkstätte.

## Etymologie
Der Name des Brandenburger Dorfes Wildenbruch wurde sehr wahrscheinlich von Willebroek, das 1180 als Wildebroc vermerkt ist, übertragen. „Dieser Name bezeichnet eine Siedlung bei einem wilden, öden Sumpf“ beziehungsweise Bruch.

## Persönlichkeiten

### Söhne und Töchter der Gemeinde
- Jan Adriaensens (1932–2018), Radrennfahrer
- Frank Bernaerts (* 1967), Musiker, Komponist und Dirigent
- Alfons De Wolf (* 1956), Radrennfahrer
- Constant Tourné (* 1955), Radrennfahrer

### Personen, die vor Ort gewirkt haben
- Marcel De Mol (1908–1943), Küster der Sint-Jan-Baptistkerk in Tisselt und Gründer der Widerstandsgruppe De Zwarte Hand
- Jan Segers (1929–2024), Direktor der Musik-Akademie Willebroek
- Frans Ludo Verbeeck (1926–2000), Komponist und Dirigent, besuchte die örtliche Musikschule
- Dimitri Vegas & Like Mike (* 1982, * 1985), DJ-Duo und Produzenten, in Willebroek aufgewachsen